# Кубок России по стендовой стрельбе 2012
Кубок России по стендовой стрельбе 2012 — серия соревнований по стендовой стрельбе среди спортсменов.
Розыгрыш состоял из 11 этапов и финала розыгрыша.
Соревнования проводились в 5 разрядах: трап, скит и дубль-трап у мужчин, трап и скит у женщин.

## Общая информация
Соревнования состоят из двух раундов: квалификации и финала.
В каждом разряде по итогам квалификации отбираются 6 лучших спортсменов, которые проходят в финал. Итоговое место определяется по сумме результата в квалификации и финале. При равных результатах места распределяются с помощью перестрелки.
В Финале Кубка России имеют право участвовать спортсмены, которые прошли на этапах Кубка в финал и имеющие спортивный разряд не ниже КМС.
| Категория | Упражнение | Квалификация | Финал | Всего |
| --------- | ---------- | ------------ | ----- | ----- |
| Мужчины   | Трап       | 125          | 25    | 150   |
| Мужчины   | Скит       | 125          | 25    | 150   |
| Мужчины   | Дубль-трап | 150          | 50    | 200   |
| Женщины   | Трап       | 75           | 25    | 100   |
| Женщины   | Скит       | 75           | 25    | 100   |

В таблицах указаны спортсмены, участвовавшие в финалах.

## Финал Кубка России
Дата: 20-28 августа 2013

Место проведения: г. Икша, Московская область

Количество участников: 154 спортсмена

#### Мужчины
| [ 1 ] | Спортсмен         | Квал. | ПФ   | М3М | Финал |
| ----- | ----------------- | ----- | ---- | --- | ----- |
| 1     | Роман Добросоцких | 120   | 13   |     | 12    |
| 2     | Максим Смыков     | 118+2 | 12+1 |     | 11    |
| 3     | Алексей Алипов    | 124   | 12+0 | 14  |       |
| 4     | Николай Лобанов   | 119   | 12+0 | 11  |       |
| 5     | Виктор Веретин    | 119   | 11   |     |       |
| 6     | Максим Косарев    | 122   | 10   |     |       |

| [ 2 ] | Спортсмен          | Квал. | ПФ   | М3М | Финал |
| ----- | ------------------ | ----- | ---- | --- | ----- |
| 1     | Николай Тёплый     | 120   | 14   |     | 14+4  |
| 2     | Антон Астахов      | 121   | 13   |     | 14+2  |
| 3     | Николай Пильщиков  | 121   | 12+2 | 16  |       |
| 4     | Константин Цуранов | 123   | 12+2 | 11  |       |
| 5     | Сергей Аксютин     | 122   | 12+1 |     |       |
| 6     | Александр Бондарь  | 120   | 11   |     |       |

| [ 3 ] | Спортсмен         | Квал. | ПФ   | М3М | Финал |
| ----- | ----------------- | ----- | ---- | --- | ----- |
| 1     | Василий Мосин     | 142   | 26   |     | 27    |
| 2     | Александр Вавилов | 131+6 | 26   |     | 22    |
| 3     | Виталий Фокеев    | 138   | 25   | 27  |       |
| 4     | Роман Загумённов  | 134   | 24+5 | 15  |       |
| 5     | Артур Мингазов    | 133   | 24+4 |     |       |
| 6     | Кирилл Фокеев     | 136   | 17   |     |       |

#### Женщины
| [ 4 ] | Спортсмен       | Квал. | ПФ | М3М | Финал |
| ----- | --------------- | ----- | -- | --- | ----- |
| 1     | Елена Ткач      | 71    | 12 |     | 12    |
| 2     | Зоя Хохлова     | 70    | 12 |     | 9     |
| 3     | Татьяна Барсук  | 72    | 11 | 12  |       |
| 4     | Лилия Валеева   | 71    | 10 | 11  |       |
| 5     | Лия Шарыпова    | 70    | 8  |     |       |
| 6     | Юлия Туголукова | 69    | 7  |     |       |

| [ 5 ] | Спортсмен           | Квал. | ПФ | М3М  | Финал |
| ----- | ------------------- | ----- | -- | ---- | ----- |
| 1     | Ольга Панарина      | 70    | 11 |      | 10    |
| 2     | Екатерина Бегоулова | 65+4  | 13 |      | 9     |
| 3     | Ландыш Кварталова   | 66    | 10 | 11+2 |       |
| 4     | Надежда Коновалова  | 68    | 10 | 11+1 |       |
| 5     | Сандра Рябуха       | 66    | 9  |      |       |
| 6     | Ольга Фирсова       | 69    | 7  |      |       |

## Этапы Кубка России

### 1 Этап
Дата: 2-9 апреля 2012

Место проведения: г. Краснодар

#### Мужчины
| [ 6 ] | Спортсмен        | Квал. | Финал | Всего |
| ----- | ---------------- | ----- | ----- | ----- |
| 1     | Андрей Уваров    | 110   | 22    | 132   |
| 2     | Николай Лобанов  | 106   | 23    | 129   |
| 3     | Дмитрий Чернов   | 107   | 18    | 125   |
| 4     | Алексей Плясунов | 104   | 19    | 123   |
| 5     | Александр Жуков  | 103   | 19    | 122   |
| 6     | Сабир Калимуллин | 105   | 13    | 118   |

| [ 7 ] | Спортсмен           | Квал. | Финал | Всего |
| ----- | ------------------- | ----- | ----- | ----- |
| 1     | Рахимжан Калимуллин | 121   | 25    | 146   |
| 2     | Александр Землин    | 119   | 24    | 143   |
| 3     | Олег Тишин          | 117   | 25    | 142   |
| 4     | Константин Цуранов  | 117   | 24    | 141   |
| 5     | Эдуард Полторанин   | 120   | 21    | 141   |
| 6     | Владимир Черкасов   | 116   | 24    | 140   |

#### Женщины
| [ 8 ] | Спортсмен            | Квал. | Финал | Всего |
| ----- | -------------------- | ----- | ----- | ----- |
| 1     | Людмила Вуколова     | 60    | 18    | 78    |
| 2     | Вера Коробка         | 48    | 17    | 65    |
| 3     | Екатерина Тищенко    | 52    | 11    | 63    |
| 4     | Юлия Капотова        | 44    | 16    | 60    |
| 5     | Анастасия Решетилова | 40    | 13    | 53    |

| [ 9 ] | Спортсмен         | Квал. | Финал | Всего |
| ----- | ----------------- | ----- | ----- | ----- |
| 1     | Кристина Кухарева | 61    | 19    | 80    |
| 2     | Полина Древаль    | 58    | 15    | 73    |
| 3     | Аксинья Зубко     | 47    | 16    | 63    |

### 2 этап
Дата: 3-6 мая 2012

Место проведения: г. Казань

#### Мужчины
| [ 10 ] | Спортсмен        | Квал. | Финал | Всего |
| ------ | ---------------- | ----- | ----- | ----- |
| 1      | Олег Исаев       | 113   | 23    | 136   |
| 2      | Виктор Николаев  | 116   | 17    | 133   |
| 3      | Дамир Шайдуллов  | 112   | 20    | 132   |
| 4      | Владимир Швагер  | 112   | 19    | 131   |
| 5      | Владимир Шиширин | 111+2 | 19    | 130   |
| 6      | Артём Владыкин   | 112   | 18    | 130   |

| [ 11 ] | Спортсмен          | Квал. | Финал | Всего |
| ------ | ------------------ | ----- | ----- | ----- |
| 1      | Николай Тёплый     | 121   | 24    | 145   |
| 2      | Константин Цуранов | 122   | 21    | 143   |
| 3      | Эдуард Полторанин  | 119   | 22    | 141+8 |
| 4      | Андрей Гаранин     | 119   | 24    | 141+7 |
| 5      | Вадим Дудник       | 117   | 23    | 140   |
| 6      | Николай Пильщиков  | 116+4 | 21    | 137   |

| [ 12 ] | Спортсмен             | Квал. | Финал | Всего |
| ------ | --------------------- | ----- | ----- | ----- |
| 1      | Александр Вавилов     | 142   | 47    | 189   |
| 2      | Максим Лазарев        | 142   | 45    | 187   |
| 3      | Александр Фурасьев    | 139   | 46    | 185   |
| 4      | Владимир Мирошниченко | 138   | 46    | 184   |
| 5      | Дмитрий Филиппов      | 133   | 47    | 180   |
| 6      | Алексей Ильин         | 138   | 37    | 175   |

#### Женщины
| [ 13 ] | Спортсмен               | Квал. | Финал | Всего |
| ------ | ----------------------- | ----- | ----- | ----- |
| 1      | Людмила Пшеничникова    | 71    | 22    | 93    |
| 2      | Екатерина Субботина     | 60    | 20    | 80    |
| 3      | Нурия Ахметазиева       | 59    | 18    | 77    |
| 4      | Александра Алексеева    | 58    | 18    | 76    |
| 5      | Александра Стешенко     | 57    | 16    | 73    |
| 6      | Светлана Крашенинникова | 57    | 13    | 70    |

| [ 14 ] | Спортсмен        | Квал. | Финал | Всего |
| ------ | ---------------- | ----- | ----- | ----- |
| 1      | Ольга Панарина   | 71    | 23    | 94    |
| 2      | Ольга Фирсова    | 67    | 23    | 90+2  |
| 3      | Ольга Потапова   | 69    | 21    | 90+1  |
| 4      | Юлия Нефёдова    | 66    | 22    | 88    |
| 5      | Анна Протасова   | 66    | 20    | 86    |
| 6      | Виктория Остапец | 66    | 19    | 85    |

### 3 этап
Дата: 14-20 мая 2012

Место проведения: г. Воронеж

#### Мужчины
| [ 15 ] | Спортсмен            | Квал. | Финал | Всего |
| ------ | -------------------- | ----- | ----- | ----- |
| 1      | Борис Морозов        | 114   | 20    | 134   |
| 2      | Антон Бывшев         | 114   | 18    | 132   |
| 3      | Виктор Веретин       | 110   | 21    | 131   |
| 4      | Константин Пилипенко | 113   | 17    | 130   |
| 5      | Дмитрий Полухин      | 114   | 13    | 127   |
| 6      | Никита Черников      | 109   | 17    | 126   |

| [ 16 ] | Спортсмен           | Квал.  | Финал | Всего |
| ------ | ------------------- | ------ | ----- | ----- |
| 1      | Вадим Дудник        | 120    | 23    | 143+3 |
| 2      | Рахимжан Калимуллин | 119    | 24    | 143+2 |
| 3      | Николай Пильщиков   | 118    | 24    | 142   |
| 4      | Евгений Конев       | 117+10 | 24    | 141   |
| 5      | Алексей Белов       | 119    | 22    | 141   |
| 6      | Сергей Шмырёв       | 118    | 18    | 136   |

#### Женщины
| [ 17 ] | Спортсмен        | Квал. | Финал | Всего |
| ------ | ---------------- | ----- | ----- | ----- |
| 1      | Евгения Мочалова | 66    | 19    | 85    |
| 2      | Дарья Бахарева   | 65    | 17    | 81    |
| 3      | Алина Чемчугова  | 62    | 19    | 81    |
| 4      | Зоя Хохлова      | 61    | 13    | 74    |
| 5      | Юлия Савельева   | 56    | 12    | 68    |
| 6      | Ангелина Руднева | 54+2  | 12    | 66    |

| [ 18 ] | Спортсмен           | Квал. | Финал | Всего |
| ------ | ------------------- | ----- | ----- | ----- |
| 1      | Надежда Молюкова    | 67    | 24    | 91+2  |
| 2      | Анастасия Годованец | 68    | 23    | 91+1  |
| 3      | Анастасия Китаева   | 67    | 23    | 90    |
| 4      | Вера Кедровская     | 63    | 25    | 88    |
| 5      | Анастасия Орлова    | 65    | 21    | 86    |
| 6      | Виктория Остапец    | 64    | 21    | 85    |

### 4 этап
Дата: 7-10 июня 2012

Место проведения: г. Москва

#### Мужчины
| [ 19 ] | Спортсмен         | Квал. | Финал | Всего |
| ------ | ----------------- | ----- | ----- | ----- |
| 1      | Алексей Гуляев    | 116   | 22    | 138   |
| 2      | Алексей Алипов    | 113   | 20    | 133   |
| 3      | Александр Смирнов | 112   | 20    | 132+2 |
| 4      | Виктор Николаев   | 113   | 19    | 132+1 |
| 5      | Максим Тарадайко  | 109+1 | 19    | 128   |
| 6      | Денис Зотов       | 110   | 16    | 126   |

| [ 20 ] | Спортсмен          | Квал. | Финал | Всего   |
| ------ | ------------------ | ----- | ----- | ------- |
| 1      | Константин Цуранов | 116   | 24    | 140     |
| 2      | Роман Сенцов       | 116   | 22    | 138+2+5 |
| 3      | Вадим Дудник       | 113+2 | 25    | 138+2+4 |
| 4      | Евгений Молодин    | 116   | 22    | 138+1   |
| 5      | Ярослав Старцев    | 114   | 24    | 138+1   |
| 6      | Александр Фёдоров  | 114   | 20    | 134     |

#### Женщины
| [ 21 ] | Спортсмен           | Квал. | Финал | Всего |
| ------ | ------------------- | ----- | ----- | ----- |
| 1      | Наталья Звягинцева  | 62    | 16    | 78    |
| 2      | Мария Волкова       | 62    | 14    | 76+2  |
| 3      | Евгения Мочалова    | 55    | 21    | 76+1  |
| 4      | Нурия Ахметазиева   | 63    | 11    | 74    |
| 5      | Екатерина Субботина | 55    | 16    | 71    |
| 6      | Александра Игонина  | 60    | 11    | 71    |

| [ 22 ] | Спортсмен           | Квал. | Финал | Всего |
| ------ | ------------------- | ----- | ----- | ----- |
| 1      | Екатерина Бегоулова | 68    | 22    | 90    |
| 2      | Ландыш Кварталова   | 68    | 20    | 88    |
| 3      | Надежда Молюкова    | 63    | 19    | 82    |
| 4      | Анастасия Китаева   | 63    | 18    | 81    |
| 5      | Анастасия Орлова    | 61    | 18    | 79    |
| 6      | Виктория Головко    | 61    | 17    | 78    |

### 7 этап
Дата: 19-22 июля 2012

Место проведения: г. Тетюши, Республика Татарстан

#### Мужчины
| [ 23 ] | Спортсмен          | Квал. | Финал | Всего |
| ------ | ------------------ | ----- | ----- | ----- |
| 1      | Артём Копыстынский | 116   | 22    | 138   |
| 2      | Сергей Глухов      | 116   | 19    | 135+1 |
| 3      | Алексей Майоров    | 114   | 21    | 135+0 |
| 4      | Дамир Шайдуллов    | 113   | 21    | 134   |
| 5      | Дмитрий Ширяев     | 111   | 20    | 131   |
| 6      | Олег Исаев         | 112   | 14    | 126   |

| [ 24 ] | Спортсмен       | Квал. | Финал | Всего |
| ------ | --------------- | ----- | ----- | ----- |
| 1      | Сергей Иванов   | 120   | 24    | 144+2 |
| 2      | Никита Наумов   | 119   | 25    | 144+1 |
| 3      | Айрат Шакиров   | 116   | 24    | 140   |
| 4      | Роман Какунин   | 114+4 | 25    | 139   |
| 5      | Алексей Кобзев  | 116   | 22    | 138   |
| 6      | Альберт Хисамов | 114+4 | 23    | 137   |

| [ 25 ] | Спортсмен          | Квал. | Финал | Всего |
| ------ | ------------------ | ----- | ----- | ----- |
| 1      | Александр Фурасьев | 146   | 48    | 194   |
| 2      | Александр Вавилов  | 143   | 46    | 189   |
| 3      | Артур Мингазов     | 140   | 48    | 188   |
| 4      | Алексей Ильин      | 143   | 43    | 186   |
| 5      | Дмитрий Филиппов   | 136   | 49    | 185   |
| 6      | Дмитрий Фурасьев   | 137   | 48    | 185   |

#### Женщины
| [ 26 ] | Спортсмен               | Квал. | Финал | Всего |
| ------ | ----------------------- | ----- | ----- | ----- |
| 1      | Лилия Валеева           | 71    | 17    | 88    |
| 2      | Регина Майорова         | 68    | 16    | 84    |
| 3      | Нурия Ахметазиева       | 64    | 17    | 81    |
| 4      | Евгения Крестьянникова  | 60    | 20    | 80    |
| 5      | Светлана Крашенинникова | 60    | 19    | 79    |
| 6      | Карина Герасимова       | 64    | 15    | 79    |

| [ 27 ] | Спортсмен                | Квал. | Финал | Всего  |
| ------ | ------------------------ | ----- | ----- | ------ |
| 1      | Ольга Фирсова            | 69    | 23    | 92     |
| 2      | Анна Митяшова            | 62    | 22    | 84+2   |
| 3      | Екатерина Филимонова     | 61    | 23    | 84+1+2 |
| 4      | Ольга Потапова           | 62    | 22    | 84+1+4 |
| 5      | Алина Фазылзянова        | 63    | 20    | 83     |
| 6      | Екатерина Понедельникова | 57+2  | 17    | 74     |

### 8 этап
Дата: 23-29 июля 2012

Место проведения: г. Каменск-Уральский, Свердловская область

#### Мужчины
| [ 28 ] | Спортсмен         | Квал. | Финал | Всего |
| ------ | ----------------- | ----- | ----- | ----- |
| 1      | Артём Владыкин    | 113   | 16    | 129   |
| 2      | Андрей Горожанцев | 111   | 17    | 128   |
| 3      | Игорь Чуфаров     | 109   | 16    | 125   |
| 4      | Никита Якименков  | 96    | 17    | 113   |
| 5      | Анатолий Кузнецов | 97    | 14    | 111   |
| 6      | Антон Камаганцев  | 96    | 13    | 109   |

| [ 29 ] | Спортсмен            | Квал. | Финал | Всего   |
| ------ | -------------------- | ----- | ----- | ------- |
| 1      | Айрат Шакиров        | 119   | 25    | 144     |
| 2      | Алексей Скоробогатов | 119   | 23    | 142+4   |
| 3      | Александр Бородачёв  | 117   | 25    | 142+3   |
| 4      | Роман Сенцов         | 117   | 24    | 141+2+2 |
| 5      | Тимофей Бобоченко    | 118   | 23    | 141+2+1 |
| 6      | Алексей Трошков      | 119   | 22    | 141+1   |

#### Женщины
| [ 30 ] | Спортсмен            | Квал. | Финал | Всего |
| ------ | -------------------- | ----- | ----- | ----- |
| 1      | Людмила Пшеничникова | 63    | 22    | 85    |
| 2      | Лия Шарыпова         | 59    | 19    | 78    |
| 3      | Нурия Ахметазиева    | 49    | 15    | 64    |
| 4      | Варвара Чурилова     | 34    | 9     | 43    |
| 5      | Татьяна Портянова    | 36    | 6     | 42    |

| [ 31 ] | Спортсмен       | Квал. | Финал | Всего |
| ------ | --------------- | ----- | ----- | ----- |
| 1      | Светлана Дёмина | 74    | 24    | 98    |
| 2      | Марина Ежова    | 71    | 23    | 94    |
| 3      | Анна Митяшова   | 67    | 22    | 89    |
| 4      | Анна Миланич    | 64    | 21    | 85    |
| 5      | Анна Протасова  | 63    | 20    | 83    |
| 6      | Ксения Томчук   | 62+2  | 18    | 80    |

### 9 этап
Дата: 30 августа — 2 сентября 2012

Место проведения: г. Екатеринбург

#### Мужчины
| [ 32 ] | Спортсмен            | Квал. | Финал | Всего |
| ------ | -------------------- | ----- | ----- | ----- |
| 1      | Артём Копыстынский   | 115   | 22    | 137   |
| 2      | Константин Пилипенко | 116   | 20    | 136   |
| 3      | Андрей Горожанцев    | 115   | 20    | 135   |
| 4      | Игорь Чуфаров        | 112   | 21    | 133   |
| 5      | Артём Владыкин       | 112   | 19    | 131   |
| 6      | Тимофей Тимофеев     | 107   | 15    | 122   |

| [ 33 ] | Спортсмен           | Квал. | Финал | Всего |
| ------ | ------------------- | ----- | ----- | ----- |
| 1      | Александр Бондарь   | 122   | 24    | 146   |
| 2      | Роман Сенцов        | 122   | 23    | 145   |
| 3      | Михаил Андриевский  | 115   | 24    | 139   |
| 4      | Константин Кузнецов | 115   | 23    | 138   |
| 5      | Дмитрий Даниленков  | 115   | 22    | 137   |
| 6      | Александр Немцев    | 115   | 20    | 135   |

#### Женщины
| [ 34 ] | Спортсмен              | Квал. | Финал | Всего |
| ------ | ---------------------- | ----- | ----- | ----- |
| 1      | Ирина Ларичева         | 71    | 22    | 93    |
| 2      | Людмила Пшеничникова   | 68    | 19    | 87    |
| 3      | Екатерина Субботина    | 66    | 17    | 83    |
| 4      | Евгения Крестьянникова | 60    | 16    | 76+2  |
| 5      | Александра Костягина   | 59    | 17    | 76+1  |
| 6      | Марина Назарова        | 58    | 16    | 74    |

| [ 35 ] | Спортсмен           | Квал. | Финал | Всего |
| ------ | ------------------- | ----- | ----- | ----- |
| 1      | Марина Ежова        | 67    | 24    | 91+4  |
| 2      | Ирина Ветош         | 68    | 23    | 91+3  |
| 3      | Анастасия Кудряшова | 61    | 19    | 80+2  |
| 4      | Ксения Томчук       | 62    | 18    | 80+1  |
| 5      | Виктория Холкина    | 58    | 20    | 78    |
| 6      | Юлия Краснопёрова   | 57    | 18    | 75    |

### 10 этап
Дата: 22-28 октября 2012

Место проведения: г. Санкт-Петербург

#### Мужчины
| [ 36 ] | Спортсмен          | Квал. | Финал | Всего |
| ------ | ------------------ | ----- | ----- | ----- |
| 1      | Алексей Майоров    | 108   | 13    | 121   |
| 2      | Константин Лёликов | 103   | 8     | 111   |
| 3      | Анатолий Осипов    | 96    | 12    | 108+2 |
| 4      | Илья Сорокин       | 94    | 14    | 108+1 |
| 5      | Денис Комаров      | 95    | 12    | 107   |
| 6      | Андрей Костюк      | 95    | 12    | 107   |

| [ 36 ] | Спортсмен          | Квал. | Финал | Всего |
| ------ | ------------------ | ----- | ----- | ----- |
| 1      | Евгений Чернякевич | 111   | 18    | 129+2 |
| 2      | Дмитрий Слащев     | 108   | 21    | 129+0 |
| 3      | Олег Суравков      | 106   | 22    | 128   |
| 4      | Сергей Акулов      | 106   | 21    | 127   |
| 5      | Константин Лёликов | 106   | 21    | 127   |
| 6      | Дмитрий Скородумов | 105+1 | 18    | 123   |

### 11 этап
Дата: 4-7 октября 2012

Место проведения: г. Ростов-на-Дону

#### Мужчины
| [ 37 ] | Спортсмен            | Квал. | Финал | Всего |
| ------ | -------------------- | ----- | ----- | ----- |
| 1      | Николай Лобанов      | 119   | 23    | 142   |
| 2      | Алексей Гуляев       | 117   | 24    | 141   |
| 3      | Игорь Чебанов        | 116   | 24    | 140   |
| 4      | Артём Копыстынский   | 117   | 22    | 139   |
| 5      | Константин Пилипенко | 115+3 | 21    | 136   |
| 6      | Виктор Николаев      | 116   | 20    | 136   |

| [ 38 ] | Спортсмен         | Квал. | Финал | Всего |
| ------ | ----------------- | ----- | ----- | ----- |
| 1      | Александр Землин  | 123   | 25    | 148   |
| 2      | Николай Пильщиков | 123   | 24    | 147   |
| 3      | Николай Тёплый    | 121   | 24    | 145+4 |
| 4      | Олег Тишин        | 120   | 25    | 145+3 |
| 5      | Семён Гончаров    | 119   | 24    | 143   |
| 6      | Андрей Гаранин    | 119   | 22    | 141   |

| [ 39 ] | Спортсмен             | Квал. | Финал | Всего |
| ------ | --------------------- | ----- | ----- | ----- |
| 1      | Владимир Мирошниченко | 143   | 47    | 190   |
| 2      | Александр Вавилов     | 140   | 49    | 189   |
| 3      | Артур Мингазов        | 139   | 48    | 187   |
| 4      | Александр Фурасьев    | 138   | 46    | 184   |
| 5      | Вячеслав Юхименко     | 136   | 44    | 180   |
| 6      | Денис Колесниченко    | 128   | 47    | 175   |

#### Женщины
| [ 40 ] | Спортсмен          | Квал. | Финал | Всего |
| ------ | ------------------ | ----- | ----- | ----- |
| 1      | Лилия Валеева      | 65    | 16    | 81    |
| 2      | Наталья Звягинцева | 63    | 15    | 78+1  |
| 3      | Мария Летиева      | 65    | 13    | 78+0  |
| 4      | Юлия Савельева     | 61    | 15    | 76    |
| 5      | Дарья Бахарева     | 66    | 9     | 75    |
| 6      | Евгения Мочалова   | 58    | 13    | 71    |

| [ 41 ] | Спортсмен            | Квал. | Финал | Всего |
| ------ | -------------------- | ----- | ----- | ----- |
| 1      | Анастасия Крахмалёва | 72    | 22    | 94    |
| 2      | Ландыш Кварталова    | 69    | 22    | 91    |
| 3      | Марина Беликова      | 70    | 20    | 90    |
| 4      | Альбина Шакирова     | 67    | 22    | 89    |
| 5      | Анастасия Китаева    | 67    | 19    | 86    |
| 6      | Анастасия Орлова     | 66    | 15    | 81    |

### 12 этап
Дата: 8-14 октября 2012

Место проведения: г. Краснодар

#### Мужчины
| [ 42 ] | Спортсмен            | Квал. | Финал | Всего |
| ------ | -------------------- | ----- | ----- | ----- |
| 1      | Алексей Гуляев       | 119   | 23    | 142   |
| 2      | Денис Зотов          | 113   | 22    | 135   |
| 3      | Дмитрий Ширяев       | 111   | 22    | 133   |
| 4      | Виктор Николаев      | 111   | 21    | 132   |
| 5      | Константин Пилипенко | 112   | 20    | 132   |
| 6      | Дмитрий Шеменев      | 111   | 18    | 129   |

| [ 43 ] | Спортсмен           | Квал. | Финал | Всего |
| ------ | ------------------- | ----- | ----- | ----- |
| 1      | Александр Бондарь   | 121   | 23    | 144   |
| 2      | Рахимжан Калимуллин | 118   | 25    | 143   |
| 3      | Михаил Чумаков      | 117   | 24    | 141+4 |
| 4      | Леонид Савицкий     | 118   | 23    | 141+3 |
| 5      | Александр Немцев    | 116   | 22    | 138   |
| 6      | Владимир Кухарев    | 114+2 | 22    | 136   |

#### Женщины
| [ 44 ] | Спортсмен          | Квал. | Финал | Всего |
| ------ | ------------------ | ----- | ----- | ----- |
| 1      | Наталья Звягинцева | 69    | 19    | 88    |
| 2      | Людмила Вуколова   | 56    | 18    | 74    |
| 3      | Варвара Чурилова   | 42    | 14    | 56    |
| 4      | Татьяна Портянова  | 41    | 8     | 49    |

| [ 45 ] | Спортсмен            | Квал. | Финал | Всего |
| ------ | -------------------- | ----- | ----- | ----- |
| 1      | Марина Беликова      | 64    | 24    | 88    |
| 2      | Анастасия Крахмалёва | 66    | 20    | 86    |
| 3      | Ольга Потапова       | 64    | 19    | 83    |
| 4      | Сандра Рябуха        | 61    | 19    | 80    |
| 5      | Кристина Землина     | 56    | 22    | 78    |
| 6      | Александра Гусева    | 47    | 14    | 61    |

### 13 этап
Дата: 25-28 августа 2012

Место проведения: г. Сургут, Ханты-Мансийский автономный округ — Югра

#### Мужчины

##### Скит
| [ 46 ] | Спортсмен           | Квал. | Финал | Всего |
| ------ | ------------------- | ----- | ----- | ----- |
| 1      | Константин Цуранов  | 122   | 24    | 146   |
| 2      | Никита Берстенёв    | 115   | 25    | 140   |
| 3      | Андрей Родионов     | 116   | 23    | 139   |
| 4      | Александр Бородачёв | 114   | 24    | 138   |
| 5      | Юрий Родионов       | 112   | 25    | 137   |
| 6      | Альберт Хисамов     | 111   | 21    | 132   |

#### Женщины

##### Скит
| [ 47 ] | Спортсмен        | Квал. | Финал | Всего |
| ------ | ---------------- | ----- | ----- | ----- |
| 1      | Светлана Дёмина  | 72    | 23    | 95    |
| 2      | Анна Митяшова    | 67    | 25    | 92    |
| 3      | Виктория Холкина | 63    | 20    | 83    |
| 4      | Ольга Потапова   | 60    | 21    | 81    |
| 5      | Татьяна Кулешова | 55    | 13    | 68    |